# Almeda (metrostation)
Almeda is een treinstation in Cornellà de Llobregat, bij Barcelona. Sinds FGC's lijn 8 onderdeel is van de metro van Barcelona en van de Metro del Baix Llobregat, is het een metrostation. Behalve lijn 8 wordt het ook aangedaan door andere FGC lijnen, namelijk S33, S4, S8, R5 en R6.
Het huidige station is geopend op 9 juli 1985 toen het gedeelte van lijn 8 tussen Sant Josep and Cornellà ondergronds werd. Daarvoor was het station bovengronds. Het ligt onder Passeig dels Ferrocarrils Catalans tussen carrer de Dolors Almeda Roig en carrer del Vallès.